# Grand Prix Formule 1 van Canada 1990
De Grand Prix Formule 1 van Canada 1990 werd gehouden op 10 juni 1990 in Montreal.

## Verslag
McLaren leek de Grand Prix te domineren: beide auto's startten vanaf de eerste startrij en Ayrton Senna leidde na de eerste bocht. Het was bijzonder vochtig, waardoor de baan glad was. Thierry Boutsen spinde toen hij Alain Prost voorbij wilde steken en botste hierbij met Nicola Larini (Ligier).
Alessandro Nannini spinde van de baan in de bandenmuur. Kort daarna in de 26ste ronde spinde Jean Alesi op dezelfde plaats, waardoor hij in de stilstaande Benetton van Nannini reed.
Gerhard Berger eindigde de race als eerste, maar kreeg één minuut straftijd opgelegd omwille van een valse start. Ayrton Senna won uiteindelijk de race.

## Uitslag
| Positie | Nummer | Rijder             | Team                  | Ronden | Tijd/Opgave     | Startplaats | Punten |
| ------- | ------ | ------------------ | --------------------- | ------ | --------------- | ----------- | ------ |
| 1       | 27     | Ayrton Senna       | McLaren-Honda         | 70     | 1:42:56.400     | 1           | 9      |
| 2       | 20     | Nelson Piquet      | Benetton-Ford         | 70     | +10.497         | 5           | 6      |
| 3       | 2      | Nigel Mansell      | Ferrari               | 70     | +13.385         | 7           | 4      |
| 4       | 28     | Gerhard Berger     | McLaren-Honda         | 70     | +14.854         | 2           | 3      |
| 5       | 1      | Alain Prost        | Ferrari               | 70     | +15.820         | 3           | 2      |
| 6       | 11     | Derek Warwick      | Lotus-Lamborghini     | 68     | +2 Laps         | 11          | 1      |
| 7       | 8      | Stefano Modena     | Brabham-Judd          | 68     | +2 laps         | 10          |        |
| 8       | 10     | Alex Caffi         | Arrows-Ford           | 68     | +2 Laps         | 26          |        |
| 9       | 29     | Éric Bernard       | Larrousse-Lamborghini | 67     | +3 Laps         | 23          |        |
| 10      | 16     | Ivan Capelli       | Leyton House-Judd     | 67     | +3 Laps         | 24          |        |
| 11      | 3      | Satoru Nakajima    | Tyrrell-Ford          | 67     | +3 Laps         | 13          |        |
| 12      | 30     | Aguri Suzuki       | Larrousse-Lamborghini | 66     | +4 Laps         | 18          |        |
| 13      | 14     | Olivier Grouillard | Osella-Ford           | 65     | +5 Laps         | 15          |        |
| NF      | 12     | Martin Donnelly    | Lotus-Lamborghini     | 57     | Motor           | 12          |        |
| NF      | 35     | Gregor Foitek      | Onyx-Ford             | 53     | Motor           | 21          |        |
| NF      | 22     | Andrea de Cesaris  | Dallara-Ford          | 50     | Versnellingsbak | 25          |        |
| NF      | 36     | Jyrki Järvilehto   | Onyx-Ford             | 46     | Motor           | 22          |        |
| NF      | 6      | Riccardo Patrese   | Williams-Renault      | 44     | Remmen          | 9           |        |
| NF      | 26     | Philippe Alliot    | Ligier-Ford           | 34     | Motor           | 17          |        |
| NF      | 4      | Jean Alesi         | Tyrrell-Ford          | 26     | Spin            | 8           |        |
| NF      | 19     | Alessandro Nannini | Benetton-Ford         | 21     | Spin            | 4           |        |
| NF      | 5      | Thierry Boutsen    | Williams-Renault      | 19     | Botsing         | 6           |        |
| NF      | 25     | Nicola Larini      | Ligier-Ford           | 18     | Botsing         | 20          |        |
| NF      | 21     | Emanuele Pirro     | Dallara-Ford          | 11     | Botsing         | 19          |        |
| NF      | 9      | Michele Alboreto   | Arrows-Ford           | 11     | Botsing         | 14          |        |
| NF      | 23     | Pierluigi Martini  | Minardi-Ford          | 0      | Spin            | 16          |        |
| NQ      | 33     | Roberto Moreno     | EuroBrun-Judd         |        |                 |             |        |
| NQ      | 15     | Mauricio Gugelmin  | Leyton House-Judd     |        |                 |             |        |
| NQ      | 24     | Paolo Barilla      | Minardi-Ford          |        |                 |             |        |
| NQ      | 7      | David Brabham      | Brabham-Judd          |        |                 |             |        |
| PQ      | 17     | Gabriele Tarquini  | AGS-Ford              |        |                 |             |        |
| PQ      | 18     | Yannick Dalmas     | AGS-Ford              |        |                 |             |        |
| PQ      | 31     | Bertrand Gachot    | Coloni-Ford           |        |                 |             |        |
| PQ      | 34     | Claudio Langes     | EuroBrun-Judd         |        |                 |             |        |
| PQ      | 39     | Bruno Giacomelli   | Life                  |        |                 |             |        |

## Wetenswaardigheden
- Raceleiders: Ayrton Senna (11 ronden, 1-11), Alessandro Nannini (3 ronden, 12-14), Gerhard Berger (56 ronden, 15-70)

## Statistieken
| Pole-position | Ayrton Senna   | McLaren-Honda | 1:20.399 |
| Snelste ronde | Gerhard Berger | McLaren-Honda | 1:22.077 |

## Noot
- Dit was de vijftigste Grand Prix-start voor een Japanse coureur.

1967 · 1968 · 1969 · 1970 · 1971 · 1972 · 1973 · 1974 · 1976 · 1977 · 1978 · 1979 · 1980 · 1981 · 1982 · 1983 · 1984 · 1985 · 1986 · 1988 · 1989 · 1990 · 1991 · 1992 · 1993 · 1994 · 1995 · 1996 · 1997 · 1998 · 1999 · 2000 · 2001 · 2002 · 2003 · 2004 · 2005 · 2006 · 2007 · 2008 · 2010 · 2011 · 2012 · 2013 · 2014 · 2015 · 2016 · 2017 · 2018 · 2019 · 2022 · 2023 · 2024 · 2025 · 2026 · 2027 · 2028 · 2029